# Granucillo
Granucillo is een gemeente in de Spaanse provincie Zamora in de regio Castilië en León met een oppervlakte van 32,48 km². Granucillo telt 138 inwoners (1 januari 2016).

## Demografische ontwikkeling
Bron: INE, 1857-2011: volkstellingen
Opm.: In 1971 werd de gemeente Cunquilla de Vidriales aangehecht